# Sören Gonther
Sören Gonther (Schrecksbach, 15 de dezembro de 1986) é um futebolista profissional alemão que atua como zagueiro. 

## Carreira
Gonther jogou nas categorias de base por Jahn Treysa, VfB Schrecksbach e KSV Hessen Kassel. De 2004 a 2007 jogou pelo KSV Baunatal na Oberliga Hessen .

### SC Paderborn
Na temporada 2007-08, Gonther foi transferido para o .SC Paderborn 07, na 2. Bundesliga. Em 3 de fevereiro de 2008, ele completou sua primeira partida profissional no jogo contra o Kickers Offenbach. Depois disso, o Gonther se tornou titular regular. O rebaixamento no final da temporada foi seguido por uma promoção imediata no ano seguinte. Nos dois anos seguintes, Gonther foi titular regular na defesa do Paderborn. Em fevereiro de 2012, ele sofreu uma lesão no ligamento cruzado e perdeu o resto da temporada.

### FC St. Pauli
Apesar da lesão de Gonthers, o FC St. Pauli o contratou em 1 de julho de 2012. Ele assinou um contrato de dois anos até 30 de junho de 2014. Em preparação para a nova temporada, ele ficou lesionado durante a maior parte do ano devido à lesão no ligamento cruzado sofrida em Paderborn. Em 12 de maio de 2013, na penúltima rodada da temporada 2012-13, ele fez sua estreia pelo St. Pauli na vitória por 5 a 1 sobre o recém-promovido Eintracht Braunschweig da Bundesliga .
Na temporada 2013-2014, Gonther foi um dos principais jogadores da defesa central e um dos melhores jogadores do FC St. Pauli. Antes da temporada 2014-15, ele foi nomeado sucessor de Fabian Boll e capitão do clube. Durante a temporada 2015-16, Gonther levou o FC St. Pauli ao 4º lugar em 2. Bundesliga e perdeu por pouco a promoção para a Bundesliga. Seu desempenho impressionante pelo clube o fez ser associado aos rivais Karlsruher SC e TSV 1860 Munich durante o verão de 2016, mas ele permaneceu no FC St. Pauli.

### Dínamo Dresden
Em maio de 2017, o Dynamo Dresden anunciou a contratação de Gonther por um contrato de três anos .

### Erzgebirge Aue
Em junho de 2019, Gonther se juntou ao Erzgebirge Aue em um contrato de dois anos .

## Links externos
- Sören Gonther no banco de dados fussballdaten.de (em alemão)